# Троицкая, Татьяна Николаевна
Татьяна Николаевна Троицкая (9 мая 1925, Тифлис — 1 ноября 2018, Новосибирск) — советский и российский учёный-археолог, доктор исторических наук, профессор. Основательница новосибирской археологической школы. Автор более 170 научных трудов, в том числе семи монографий и двух учебных пособий..

## Биография
Родилась 9 мая 1925 года в городе Тбилиси в семье ученых: отец — Николай Александрович, доктор биологических наук, профессор ботаники; мать — Евгения Григорьевна, также ученый-ботаник. Родители Татьяны в силу своей деятельности часто меняли место жительства, поэтому, поступив в школу в Ереване, она позже училась в Орле, и окончила десять классов в городе Бирске Башкирской АССР.
По окончании школы, в 1942 году, поступила на факультет естествознания Бирского педагогического института (работал на основе эвакуированного в годы Великой Отечественной войны в Бирск Орловского педагогического института — ныне Орловский государственный университет), но в 1944 году она сдала экзамены и была зачислена на исторический факультет Московского государственного педагогического института (ныне Московский педагогический государственный университет). В связи с переездом родителей на новое место работы, в 1945 году Троицкая перевелась в Крымский государственный педагогический институт, который окончила в 1947 году (ныне Таврический национальный университет имени В. И. Вернадского).
Будучи студенткой второго курса Троицкая впервые приняла участие в археологической экспедиции. Её первым учителем полевой археологии был П. Н. Шульц, под руководством которого работала на раскопках Неаполя Скифского. По окончании института Татьяна Троицкая была оставлена на кафедре всеобщей истории этого же вуза в должности ассистента и начала специализироваться по истории древнего мира. Когда в августе 1948 года в Симферополе был открыт Крымский филиал Академии наук СССР (ныне Институт археологии Крыма), она перешла работать в его отдел истории и археологии, одновременно продолжая преподавать в институте. В 1951 году поступила в аспирантуру Крымского филиала, обучение в которой завершила в 1954 году. В декабре 1954 года Т. Н. Троицкая защитила кандидатскую диссертацию «Скифские погребения в курганах Крыма».
В 1955 году вся семья Троицких уехала из Крыма. Около года Татьяна Николаевна работала младшим научным сотрудником в Институте истории, литературы и языка Башкирского филиала Академии наук СССР, а в начале 1956 года переехала в Новосибирск, где была принята на кафедру всеобщей истории Новосибирского государственного педагогического института (НГПИ, ныне Новосибирский государственный педагогический университет) старшим преподавателем. С этого момента её педагогическая деятельность была связана с этим учебным заведением. Начиная с 1957 года вела ежегодные полевые исследования на территории Новосибирской области. Благодаря её стараниям в 1957 году при НГПИ был создан первоначально археологический, а затем историко-краеведческий музей.
В 1981 году Т. Н. Троицкая защитила докторскую диссертацию «Лесостепное Приобье в раннем железном веке», и в 1983 она была избрана на должность профессора кафедры истории СССР Новосибирского государственного педагогического института. С 1991 года — профессор кафедры истории мировой культуры.
Умерла 1 ноября 2018 года в Новосибирске. Похоронена на Заельцовском кладбище (квартал 29).

## Заслуги
- Была награждена медалями «За доблестный труд в ознаменование 100-летия со дня рождения В. И. Ленина» (1970), «Ветеран Труда» (1982), а также памятными медалями «За вклад в развитие Новосибирской области»[7] (2012), «80-летие Новосибирской области» (2017).
- Удостоена нагрудных знаков «Победитель социалистического соревнования» (1973), «За успехи в работе Высшей школы СССР» (1983), «Отличник Просвещения СССР» (1986).
- В 1998 году Т. Н. Троицкой было присвоено почетное звание «Заслуженный работник высшей школы РФ».